# Мельников, Николай Прокофьевич
Никола́й Проко́фьевич Ме́льников (20 декабря 1908, Быки, Российская империя — 20 июня 1982, Москва, СССР) — советский учёный, специалист в области строительной механики и теории металлических конструкций. Академик АН СССР (1979) .

## Биография
Родился 7 (20) декабря 1908 года в деревне Быки (ныне Добрушский район, Гомельская область, Белоруссия).
- В 1934 году окончил Киевский инженерно-строительный институт.
- С 1933 года — инженер, старший инженер, руководитель группы, главный инженер проекта, начальник отдела промышленных сооружений в Центральном научно-исследовательском и проектном институте строительных металлоконструкций в Москве («Гипростальмост»).
- С 1942 года — управляющий московским отделением, заместитель директора, главный инженер Государственной союзной проектной конторы «Стальконструкция».
- В 1944—1982 годах Н. П. Мельников — директор треста «Проектстальконструкция» (в настоящее время ЗАО ЦНИИПСК имени Н. П. Мельникова), который впоследствии, став проектным институтом, был назван его именем.
- С 1967 года возглавлял также Всесоюзное объединение «СоюзметаллостройНИИпроект».

Основные научные работы Мельникова посвящены теории формообразования и компоновке стальных конструкций ядерных реакторов, промышленных зданий и сооружений и методам их расчёта, экспериментально-теоретическому изучению многослойных сверхмощных сферических сосудов давления, разработке средств программного, информационного и технического обеспечения автоматизированного проектирования металлических конструкций. Под руководством Мельникова и при его участии разработаны проекты многих зданий, технологических конструкций и специальных сооружений для предприятий ряда отраслей народного хозяйства, а также конструкций Дубненского и Серпуховского ускорителей.
За разработку проекта основных металлоконструкций агрегата «А» комбината № 817 (предприятия, занимавшегося радиохимическим выделением плутония для первой советской ядерной бомбы) в 1949 году секретными указами правительства был награждён орденом Трудового Красного Знамени и Сталинской премией II степени.
Член-корреспондент АН СССР по Отделению механики и процессов управления с 23 декабря 1976 года.
Академик  АН СССР по Отделению механики и процессов управления с 15 марта 1979 года.

Могила Мельникова на Новодевичьем кладбище Москвы.

Скончался 20 июня 1982 года. Похоронен в Москве на Новодевичьем кладбище (участок № 10).

## Проекты и конструкторские работы
Н. П. Мельников — автор более 130 крупных конструкторских работ в области цветной и чёрной металлургии, атомной промышленности, энергетики, машиностроения, нефтяной и химической промышленности, судостроения, транспорта, космической и околоземной связи, и др.
Под руководством Н. П. Мельникова институтом были разработаны:
- конструкции всех доменных печей, включая первую в мире цельносварную доменную печь;
- конструкция первого в стране атомного реактора;
- новые типы зданий мартеновских, конверторных и электросталеплавильных цехов;
- конструкция дюкера под р. Москва;
- конструкция высотных зданий Москвы на Смоленской площади и площади Восстания, гостиницы «Украина» на Бережковской набережной;
- конструкции антенных сооружений в виде мачт и башен высотой до 460 м[1];
- серии типовых металлоконструкций промышленных зданий, резервуаров, мостов и др.

## Награды и премии
- орден Ленина
- орден Октябрьской революции
- два ордена Трудового Красного Знамени (в том числе 29.10.1949)
- орден «Знак Почёта»
- медали[2]
- Ленинская премия (1975)
- Сталинская премия второй степени (29.10.1949) — за разработку проекта основных металлоконструкций агрегата «А» комбината № 817
- Сталинская премия третьей степени (1950) — за разработку и освоение скоростных методов сооружения каркаса административного здания на Смоленской площади в Москве
- Сталинская премия (1951)
- Государственная премия СССР (1969)